# برم تری‌فلورید
برمین تری فلورید (به انگلیسی: Bromine trifluoride) با فرمول شیمیایی BrF۳ یک ترکیب شیمیایی است؛ که جرم مولی آن 136.90 g/mol می‌باشد. شکل ظاهری این ترکیب، مایع قرمز است.